# .ci
.ci és el codi territorial d'Internet de primer nivell (ccTLD) per a Costa d'Ivori.